# Юрмалас гатве
Ю́рмалас га́тве (латыш. Jūrmalas gatve) — магистральная улица городского значения в Курземском районе города Риги. Пролегает в западном направлении от улицы Слокас до границы города с посёлком Бабите, переходя далее в автодорогу A5. Начало улицы служит границей исторических районов Засулаукс и Дзирциемс, затем улица пересекает железнодорожную линию Засулаукс — Болдерая по путепроводу и далее пролегает по району Иманта.
Юрмалас гатве входит в десятку наиболее протяжённых улиц города — её длина составляет 6372 метра. На всём протяжении асфальтирована. Движение двустороннее, за исключением участка длиной 850 м в конце улицы, по которому в направлении из города разрешено движение только маршрутных транспортных средств. От начала улицы до проспекта Курземес в 1983—84 годах проложена двухпутная трамвайная линия (в настоящее время используется маршрутом № 1); также по Юрмалас гатве на всём её протяжении проходят несколько маршрутов автобуса. На участке, где курсирует трамвай, улица имеет по две полосы движения в каждом направлении; далее — по одной полосе.

## История
Улица сформировалась как дорога к усадьбе Анненгоф (нем. Annenhof, ныне Анниньмуйжа), впервые упоминается в городских адресных книгах за 1887/1888 год как Анненгофская улица (нем. Annenhofsche Straße, латыш. Annas muižas iela), пролегавшая от улицы Кандавас до железной дороги (ныне Веца Юрмалас гатве) и далее за пределы города. До 1914 года считалась частной улицей, содержанием и благоустройством которой занимались владельцы усадьбы. В 1923 году название скорректировано до Anniņmuižas iela. В настоящее время в Риге существует другая улица Анниньмуйжас (район Золитуде), получившая своё название в 1991 году.
В 1938 году переименована в Юрмалас гатве, но во время немецкой оккупации было временно восстановлено первоначальное название. С 1944 года улица носит нынешнее наименование, которое более не изменялось.
По состоянию на 1923 год, нынешняя Юрмалас гатве доходила уже до улицы Золитудес, а к 1938 году — до улицы Бебербекю. В 1981 году Юрмалас гатве была продлена в сторону центра города (до улицы Слокас), путём присоединения части улицы Кандавас с её реконструкцией. В 1983 году был сооружён путепровод через железнодорожную ветку, в 1984 году проложена трамвайная линия в Иманту. В том же году Юрмалас гатве была продлена до посёлка Бабите, то есть получила современные границы.
С 1990-х годов существует проект соединения Юрмалас гатве с улицей Дурбес, однако финансирование и сроки реализации этого проекта до сих пор не определены.

## Примечательные объекты
- К нечётной стороне в начале Юрмалас гатве прилегает Ботанический сад Латвийского университета.
- В доме № 61 проживали братья Янис, Язеп и Екабс Медыньши — композиторы и музыканты.
- Дом 76 — факультет педагогики, психологии и искусства Латвийского университета.
- Дом 76 k-3 — усадьба Анниньмуйжа с парком, памятник архитектуры регионального значения[10].
- Дом 78d — ледовая арена «Volvo» с тремя хоккейными площадками (используется хоккейным клубом «Призма»).

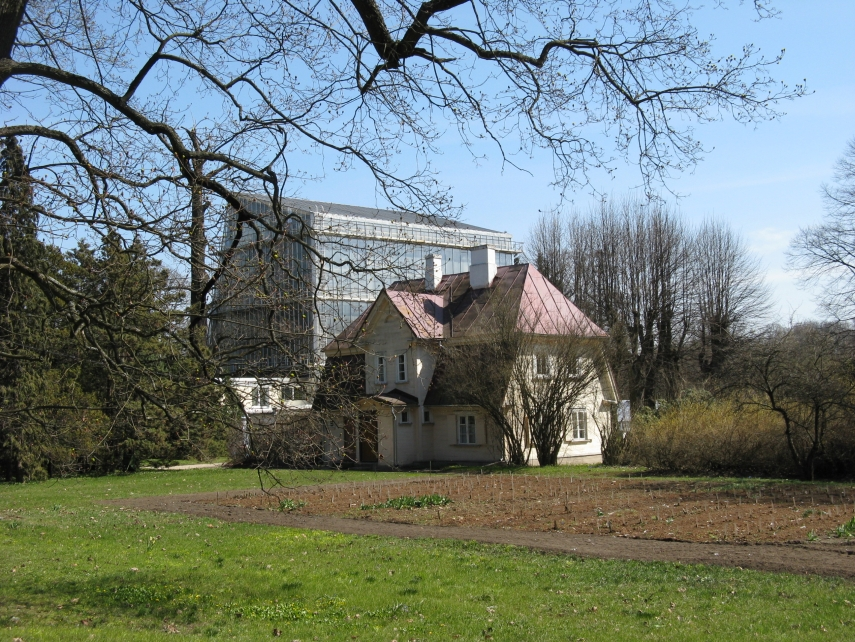
В Ботаническом саду
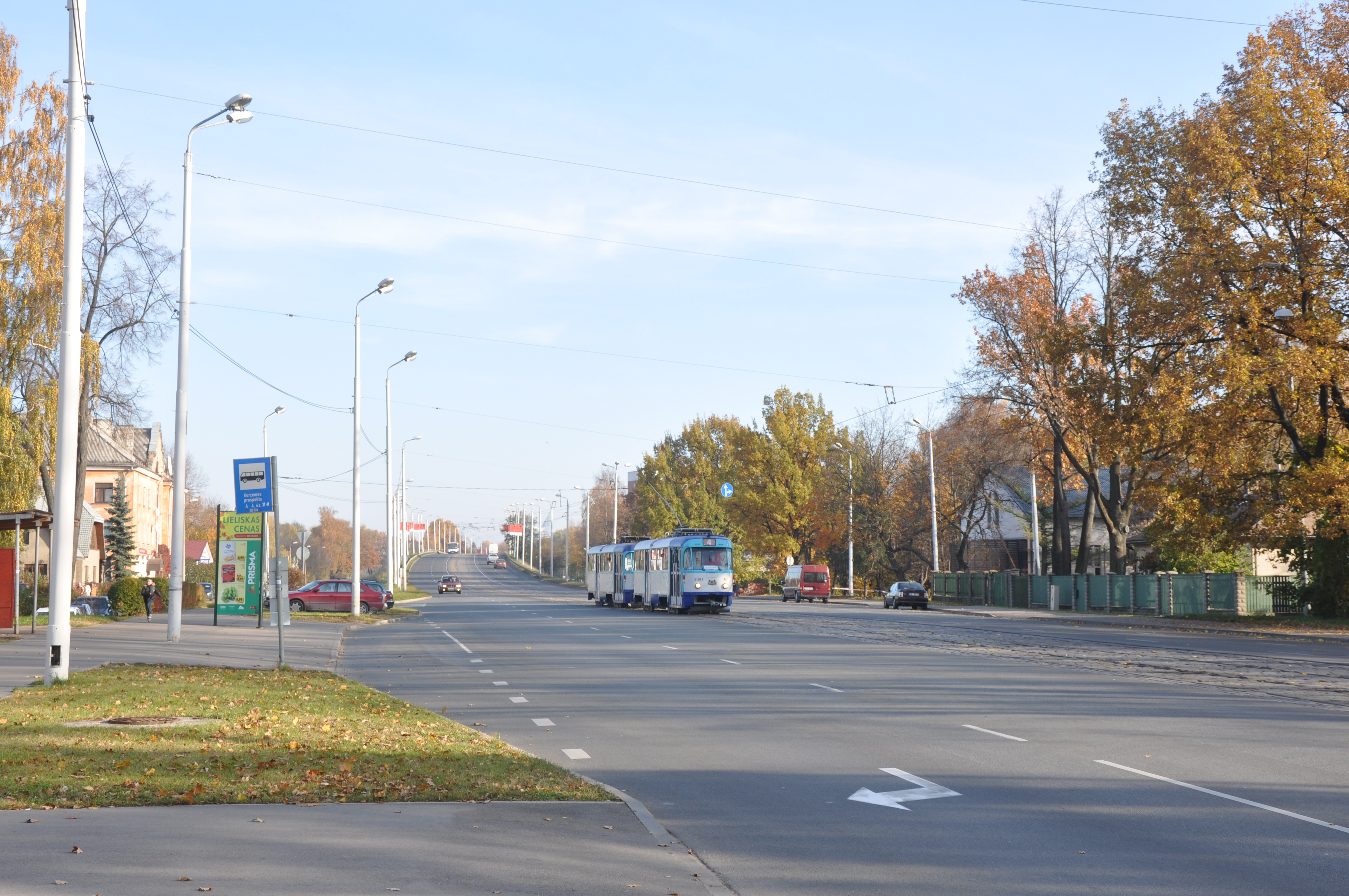
Вид на путепровод
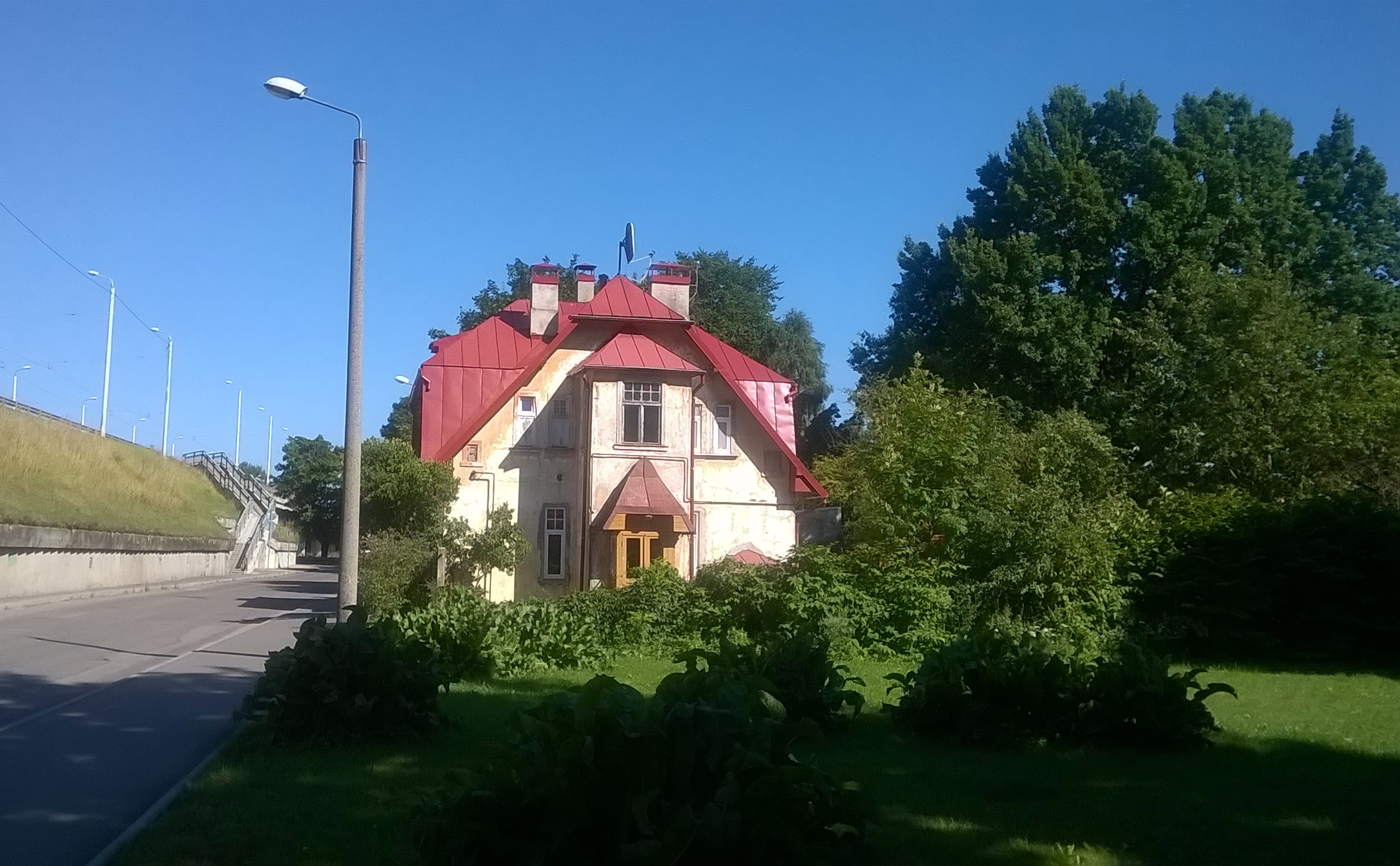
Дом № 12а
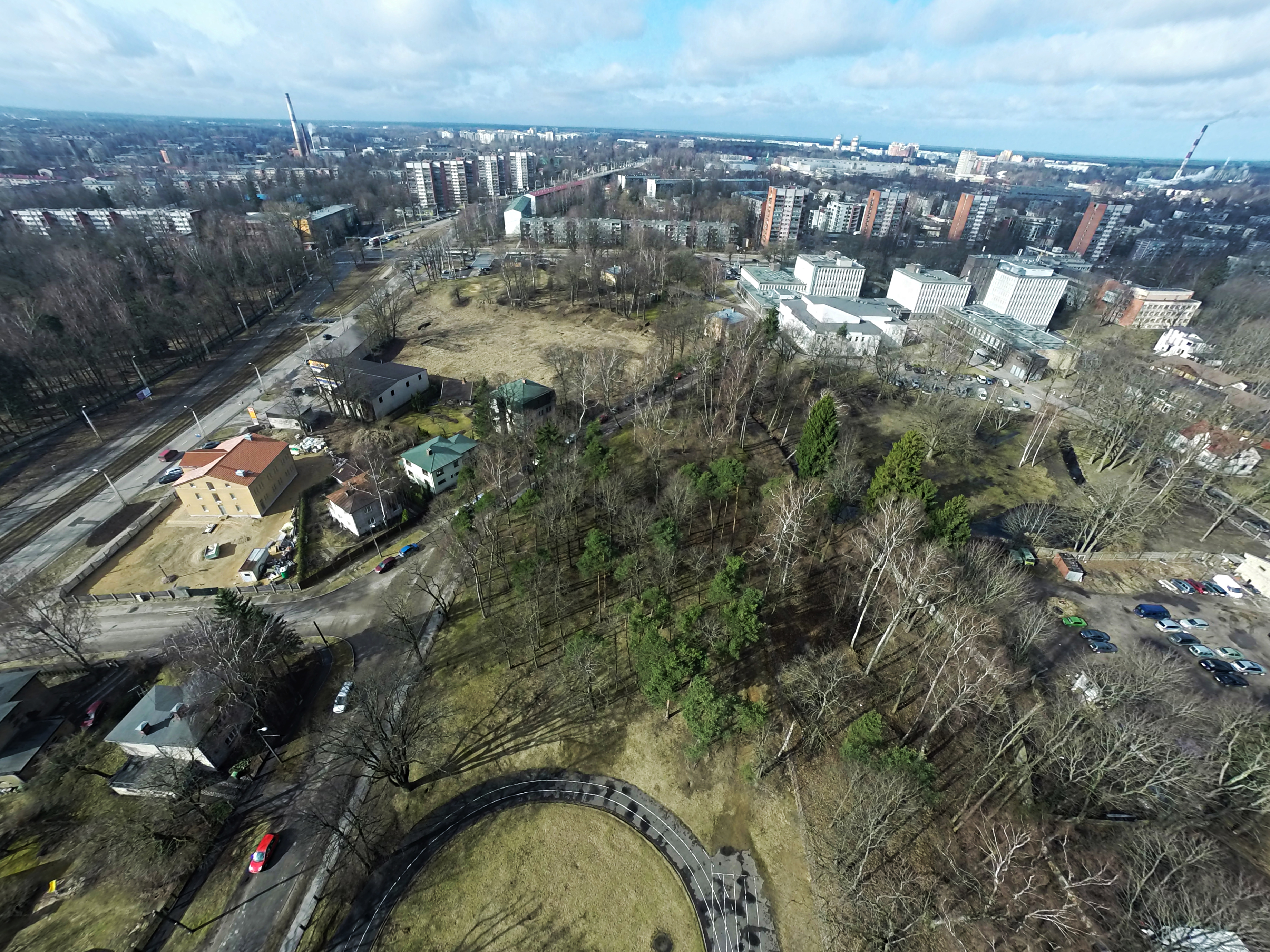
Улица и её окрестности, Дзирциемс
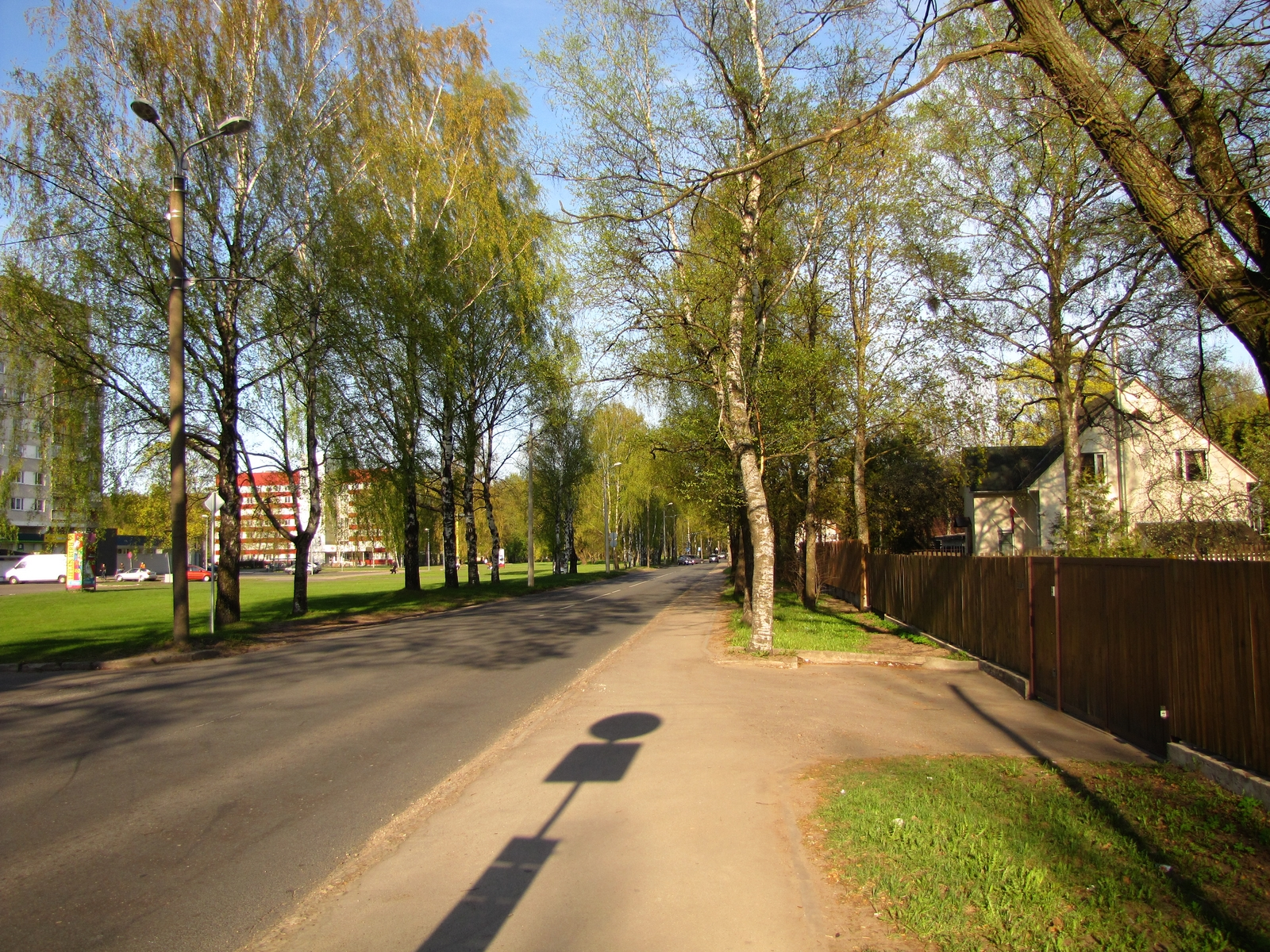
Улица в Иманте
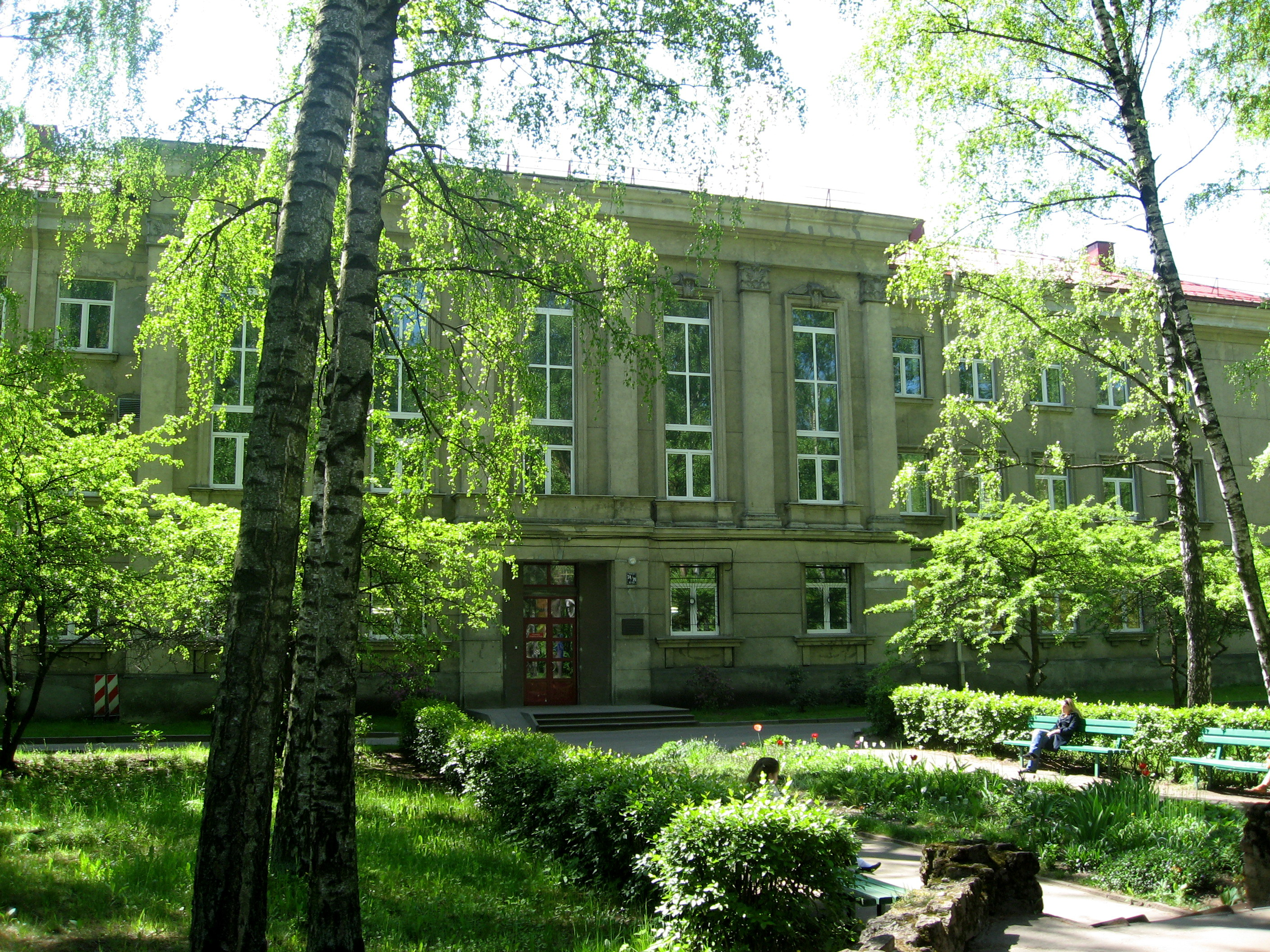
Факультет педагогики, психологии и искусства Латвийского университета
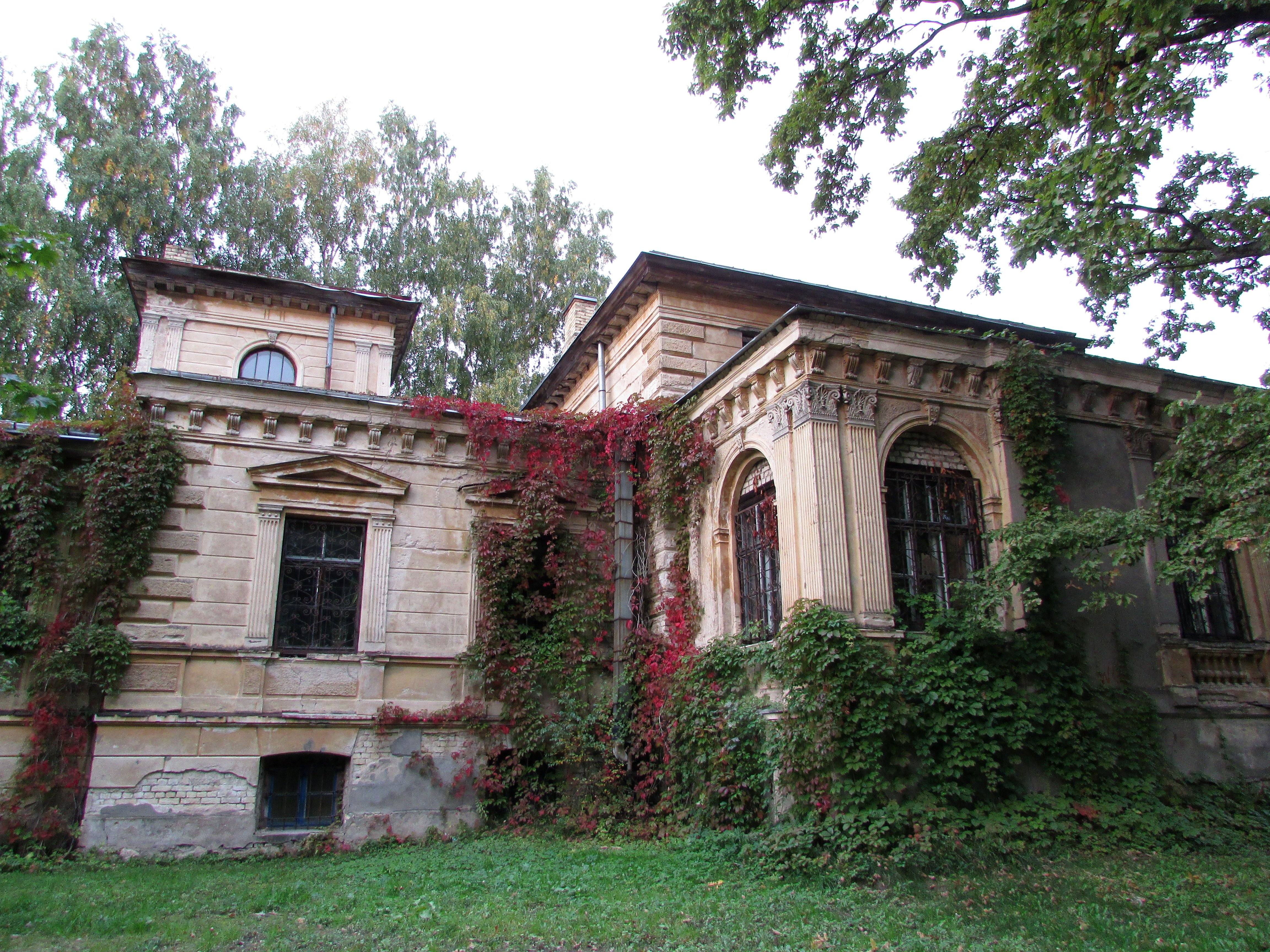
Усадьба Анниньмуйжа
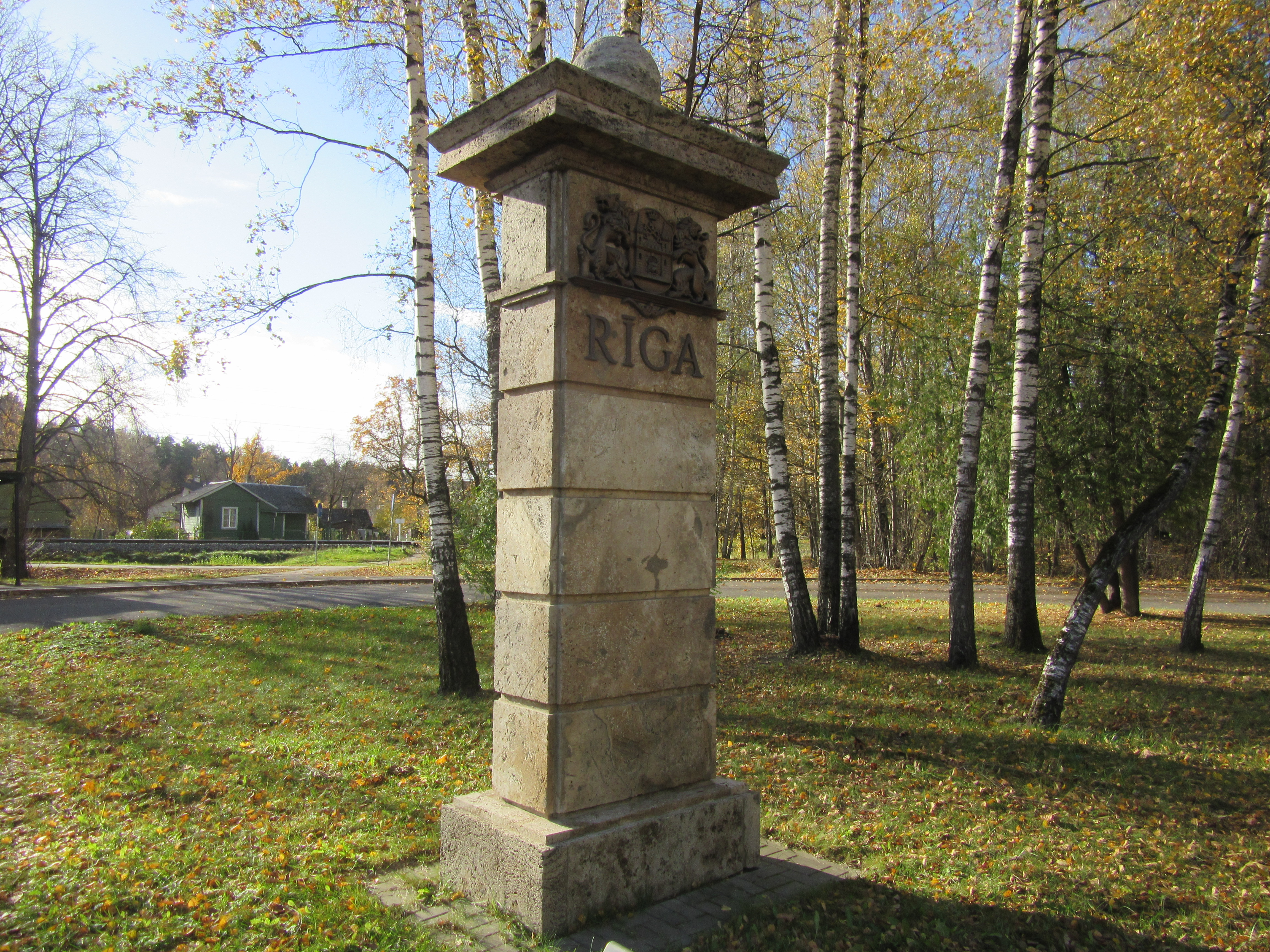
Знак при въезде в Ригу

## Прилегающие улицы
Юрмалас гатве пересекается со следующими улицами:
- улица Слокас
- улица Кандавас
- улица Скриверу
- улица Дзирциема
- Веца Юрмалас гатве
- улица Пурес
- улица Крутес
- улица Маза Кандавас
- улица Зуру
- 1-я линия Имантас
- проспект Курземес
- 2-я линия Имантас
- 3-я линия Имантас
- улица Кооператива
- 4-я линия Имантас
- 5-я линия Имантас
- 6-я линия Имантас
- бульвар Анниньмуйжас
- 7-я линия Имантас
- улица Сецес
- 8-я линия Имантас
- улица Думбрая
- улица Вецумниеку
- улица Муйжас
- бульвар Анниньмуйжас
- улица Дубулту
- улица Золитудес
- проспект Курземес
- улица Вергалес
- улица Энас
- улица Эркшкю
- улица Лазду
- улица Виботню
- улица Кибургас
- улица Пуреню
- улица Бебербекю